# John Devine (voetballer)
John Anthony Devine (Dublin, 11 november 1958) is een voormalig profvoetballer uit Ierland, die onder meer uitkwam voor Arsenal (1976-1983). Met die club won hij eenmaal de FA Cup. Hij beëindigde zijn actieve loopbaan in 1991 bij Shamrock Rovers.

## Interlandcarrière
Devine kwam in totaal dertien keer uit voor de nationale ploeg van Ierland in de periode 1979–1984. Onder leiding van bondscoach John Giles maakte hij zijn debuut op 26 september 1979 in de vriendschappelijke wedstrijd tegen Tsjecho-Slowakije (4-1) in Praag. Hij moest in dat duel na 88 minuten plaatsmaken voor John Anderson.

## Erelijst
Arsenal FC
- FA Cup

1979